# Nimatron
Nimatron — комп'ютерна ігрова електронно-релейна машина для гри в нім. Цей пристрій розроблено американським фізиком Едвардом Кондоном взимку 1939/1940 року і вперше продемонстровано на Всесвітній виставці в Нью-Йорку в 1940 році. Апарат було зібрано Едвардом Кондоном і його асистентами Джеральдом Тоуні (англ. Gerald L. TawneyGerald L. Tawney) і Уіллардом Дерром (англ. Willard A. DerrWillard A. Derr). 26 квітня 1940 року було подано заявку, на яку 24 вересня того ж року на пристрій було видано патент.
Nimatron являє собою цифровий комп'ютер, що складається з чотирьох стовпців по сім ламп, які керуються за допомогою реле. Гравець, роблячи хід, може погасити одну або більше ламп в одному з рядів; далі настає такий самий хід комп'ютера. Той, хто вимикає останню лампу, виграє.
Nimatron є першим комп'ютером, що призначався для розваг, і претендентом на статус першої комп'ютерної гри. Також вважається, що в ньому було вперше в історії реалізовано навмисне уповільнення роботи комп'ютера. Разом з тим вплив Nimatron на подальший розвиток електронних ігор і цифрових комп'ютерів вважається незначним.

## Розробка і презентація

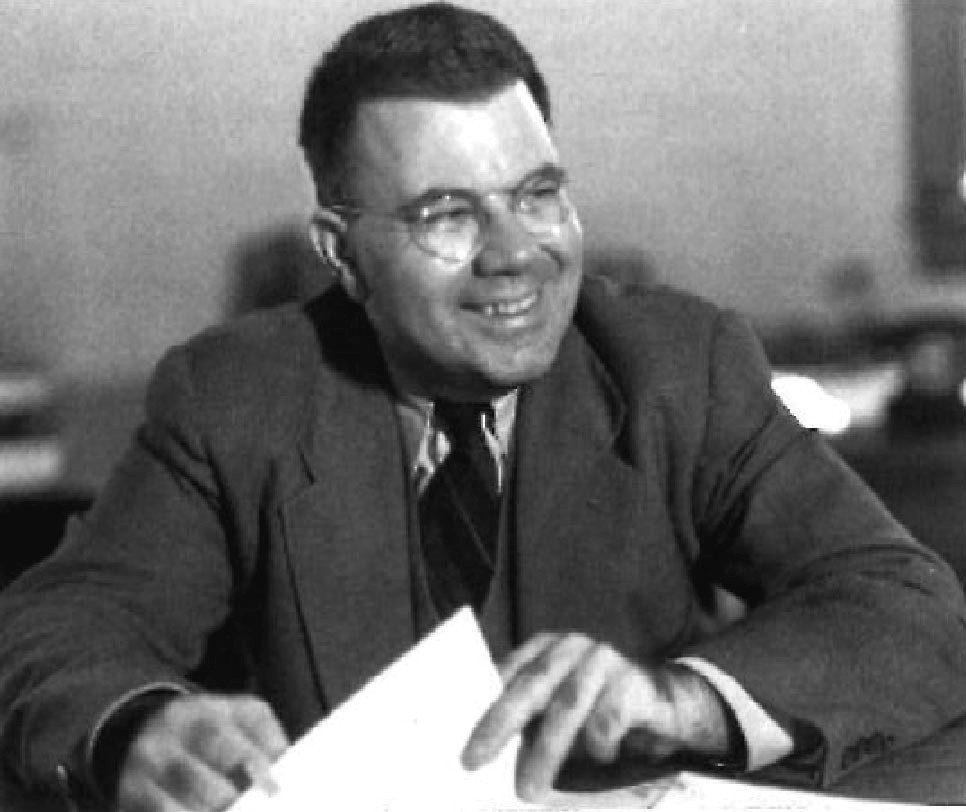
Едвард Кондон, творець Nimatron

Едварда Кондона було призначено заступником директора з досліджень Westinghouse Electric у 1937 році. Ідея створення гри нім народилася у Кондона і його колеги під час обіду, і сталося це від усвідомлення того, що такі ж схеми, які використовувалися в лічильниках Гейгера, можуть використовуватися для подання чисел, які задають стан гри. Едвард Кондон розробив на цій основі комп'ютерну ігрову електронно-релейну машину, яку зібрав зі своїми асистентами Джеральдом Тоуні і Уіллардом Дерром. У своєму винаході він відзначив як те, що комп'ютер призначений для розваги, так і те, що він є прикладом «як можна для прийняття рішень зібрати набір електричних реле у відповідності з досить простою математичною процедурою».
Розроблений пристрій призначений для подання Westinghouse Electric на Всесвітній виставці 1939—1940 років в Нью-Йорку. Це була машина з електромеханічними реле, яка важила більше тонни і займала цілу кімнату. Відвідувачам виставки пропонувалося обіграти машину. Згідно зібраним даним, за весь час виставки в гру зіграло близько 100 000 осіб, з яких 90 000 не змогли обіграти машину. За словами Кондона, машину обіграло не більше 5-10 % гравців, і при цьому значну частину цього відсотка становлять перемоги операторів машини, які демонстрували, що в комп'ютера можна виграти.
Востаннє комп'ютер брав участь у виставці в 1942 році в Нью-Йорку, що проходила за угодою з Союзною асоціацією суспільних наук і за спонсорства Інституту математичної статистики та Американською статистичною асоціацією. В подальшому Nimatron був переміщений у наукові колекції Планетарію в Піттсбургу, де також представлявся публіці.
26 квітня 1940 року автори винаходу подали заявку на патент, яку 24 вересня того ж року було задоволено.

## Ігровий процес
У пропонованій грі нім бере участь двоє гравців, роль одного з яких бере на себе комп'ютер. Інтерфейс поточного стану партії являє собою чотири стовпці по сім ламп, кожна з яких або світиться, або ні. Гравець може погасити кілька ламп в одному зі стовпців, і після цього настає хід комп'ютера, який може зробити те ж саме. Виграє той, хто погасить останню лампу. Якщо машина програвала, то вона видавала гравцеві жетон, на якому було надруковано Nim Champ (з англ. Чемпіон нім).
Однією з особливостей гри є те, що машина робить паузу перед тим, як зробити черговий хід. Це було зроблено після того, як на виставці було виявлено, що сам факт того, що машина моментально робить хід у відповідь, жахає людей. За оцінкою Кондона, хід комп'ютера розраховувався за менш ніж одну соту секунди. Для того, щоб це не бентежило гравців, які обмірковували свій хід, розробники додали в схеми уповільнювальні ланцюги, завдяки чому машина на декілька секунд робила вигляд, що їй треба подумати. За висновком Кондона, це було перше в історії навмисне уповільнення роботи комп'ютера.
У нім для ідеальної гри можуть бути застосовані прості стратегії, і на момент створення Nimatron було опубліковано їх математичний опис. Однак у патенті вони не згадувалися. Разом з тим Nimatron застосовував ідеальну стратегію, але розробником було прийнято рішення, щоб комп'ютер завжди починав гру другим, і таким чином у машини можна було виграти. Всього на початку гри комп'ютер вибирав одну з 9 початкових станів ігри (9 через технічні обмеження), кожен з яких був програшним у разі застосування людиною ідеальної стратегії. При цьому на виставці з'являлися відвідувачі, які вважали, що комп'ютер обіграти неможливо, і для спростування цього оператори стенда демонстрували, як це можна зробити.

## Вплив
Nimatron є першим комп'ютером, який був призначений для розваги. Незважаючи на те, що гра є претендентом на першу цифрову та комп'ютерну гру і на успіх на Всесвітній виставці, її вплив на подальший розвиток електронних ігор і цифрових комп'ютерів вважається незначним. Кондон розглядає машину як найбільший провал у своїй кар'єрі, оскільки він не зрозумів того потенціалу, який був закладений у винаході. У поданому патенті було опис внутрішнього подання чисел, яке виявилося універсальним у майбутній комп'ютерної революції. Але оскільки Nimatron було створено лише як розважальний пристрій (на відміну від інших машин свого часу, які вихваляли технології), то ні Кондон, ні інші менеджери Westinghouse не зрозуміли, що опинилося в їхньому розпорядженні. Машина пропала безвісти і з великою ймовірністю була розібрана, і таким чином була майже повністю забута.
Тим не менш Nimatron надихнув Джона Беннетта на створення машини Nimrod.
У 1941 році Раймондом Редхеффером було створено поліпшену версію Nimatron, яка важила в 500 разів менше і являла собою невелику коробку. Однак його машина не демонструвалася публіці і тому була менш відома. У 1952 році інженери W. L. Corporation розробили версію масою менше ніж 25 кг і вартістю 2000 доларів.
В даний час не відомо про прямий вплив Nimatron на математичну та освітню сферу. Але при цьому наголошується, що багато комп'ютерів, що з'явилися у 1950-х і 1960-х роках, що реалізують математичні ігри, розглядалися не як іграшка для дітей, а залучали більш освічену аудиторію, показуючи застосування логічних методів, математичних стратегій та інших технологій.